# Organização das Cidades Património Mundial
A Organização das Cidades Patrimônio Mundial (OCPM) é uma organização de caráter internacional voltada às cidades que possuem sítios do Património Mundial declarados pela Organização das Nações Unidas para a Educação, a Ciência e a Cultura (UNESCO). Foi fundada em 1993 em Fez, no Marrocos.